# Kenken

Solución de kenken.

El kenken (japonés 賢 Ken, Kashiko), también denominado Kenko o KenDoku (versiones no autorizadas se denominan a veces Mathdoku o Calcudoku) es un pasatiempos matemático similar al sudoku. 

## Reglas
Las reglas son no repetir ningún número en filas o columnas y las regiones marcadas de formas diversas han de estar ocupadas por números que formen la cifra exacta mediante las operación aritmética indicada en cada uno: suma, resta, multiplicación o división. Los dígitos pueden repetirse dentro de una región, siempre que no se encuentren en la misma fila o columna.
Esta variante del sudoku destaca por la necesidad de sumar, restar y combinar números con operaciones matemáticas. Curiosamente, una de las características del sudoku original era que no hacía falta ninguna operación matemática y de hecho las cifras podían intercambiarse por dibujos.